# شهرستان هانشوو
شهرستان هانشوو (به لاتین: Hanshou County) یک منطقهٔ مسکونی در چین است که در چانگدی واقع شده‌است.